# Mau (Madhya Pradesh)
Mau è una suddivisione dell'India, classificata come nagar panchayat, di 17.625 abitanti, situata nel distretto di Bhind, nello stato federato del Madhya Pradesh. In base al numero di abitanti la città rientra nella classe IV (da 10.000 a 19.999 persone).

## Geografia fisica
La città è situata a 26° 18' 24 N e 78° 38' 28 E.

## Società

### Evoluzione demografica
Al censimento del 2001 la popolazione di Mau assommava a 17.625 persone, delle quali 9.987 maschi e 7.638 femmine. I bambini di età inferiore o uguale ai sei anni assommavano a 2.856, dei quali 1.714 maschi e 1.142 femmine. Infine, coloro che erano in grado di saper almeno leggere e scrivere erano 9.692, dei quali 6.732 maschi e 2.960 femmine.